# Makuladegeneráció
A makuladegeneráció egy betegségcsoport, ami a szem ideghártyáját, közelebbről a sárgafoltot károsítja. Ez a terület az éleslátás helye, ahol a különféle sejtek pusztulása általános funkciócsökkenést okoz, ami a központi látásélesség csökkenésével gyengénlátást, vakságot okozhat.

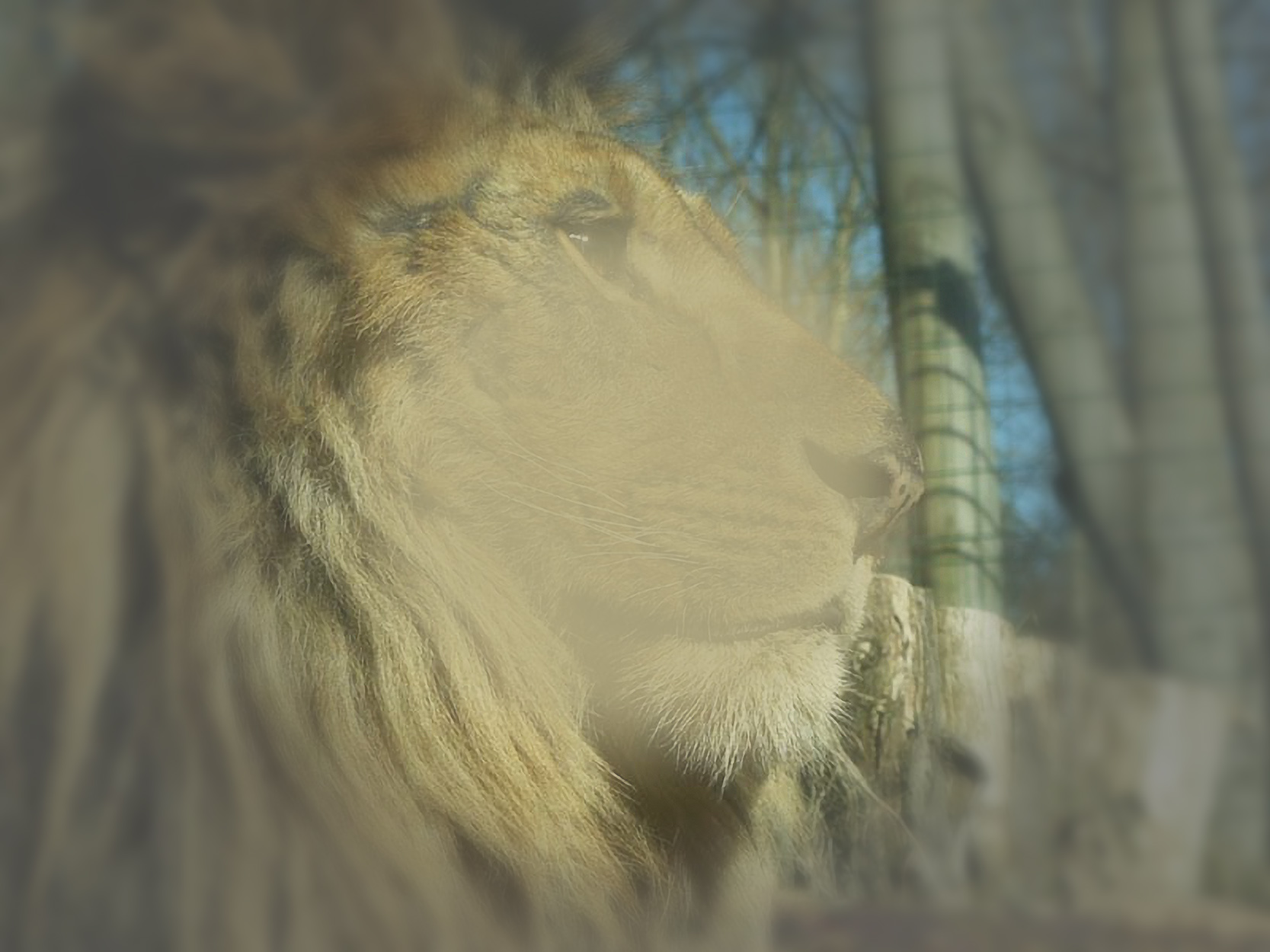
Látásminta

## Gyakorisága
A leggyakoribb az időskori makuladegeneráció. Ennek gyakorisága a társadalom öregedésével nő. A fejlett országokban ez okozza az ötven felüliek vakságának legnagyobb részét. Az új vakságok 32%-át okozza, és ezután következik a zöldhályog és a diabéteszes retinopátia 16-16%-kal. Világszerte 25-30 millióan szenvednek ebben a betegségben, amihez évi 500 ezer új beteg járul.
A veleszületett és a fiatalokat érintő formák ritkábbak.

## Lefolyása
A betegség nem magából az ideghártyából, hanem annak támasztószövetéből indul ki. Az időskori forma a lipofuszcin felhalmozódásával jár az RPE-sejtekben. Egy idő után a felhalmozódott lipofuszcin rontja a sejtek működését, életképességét, és végül elpusztítja őket. A sejtpusztulás terjedésével a sárgafolt egyre nagyobb részén halnak el a fényérzékelő sejtek. Így a látás elsősorban a központi területen károsodik. A fő rizikófaktorok a genetikai örökség, a vér magas homociszteinszintje, a magas vérnyomás és a dohányzás. Több tanulmány is megerősítette a CFH. C3. és ARMS2 gének kapcsolatát a betegség kialakulásával, de nem annak lefutásával kapcsolatban. Fő oka az, hogy eltolódik a Bruch-membrán  a véredények a retina pigmenthámjában benövésének aránya a VEGF/PEDF arányának megváltozása miatt.

## Fajtái
Az erős rövidlátás következményeként kialakuló makuladegeneráció mellett vannak genetikai eredetűek is, amiket makuladisztrófiának neveznek, Ide tartoznak a Best-kór, a Stargardt-kór és az inverz retinitis pigmentosa. Okozhatják vegyszerek, például a  chloroquin a malária megelőzésére vagy a reuma kezelésére, de lehet gyulladás következménye is.
A legtöbb beteg a betegség időskori változatában szenved. Ennek kockázati tényezői a dohányzás és a genetikai okok. A veleszületett és a fiatalkori formák ritkábbak. Az időskori változatnál a hamburgi Sautter nyomán két típust különböztetnek meg: a szárazat és a nedveset.
A száraz makuladegeneráció az időskori makuladegenerációk 80%-át teszi ki, de csak a megvakulások 5-10%-át okozza. Anyagcseretermékek felhalmozódásával kezdődik, amihez az érhártya rendellenes érfejlődése is hozzájárul.. Előrehaladottabb állapotban megkezdődik a sejtelhalás. Lassan és alattomban halad előre. Néha azonban a látás gyors romlását okozza, vagy az éleslátás helyének kidomborodását eredményezi. Ez a látvány torzulásán érhető tetten.
A nedves makuladegeneráció azzal kezdődik, hogy az érhártya mögött lapos véredények képződnek, amelyek vérzést okoznak. A makuladenerációnak ez a fajtája gyorsan megvakítja a beteget.
A jóval ritkább savós makuladegeráció esetén több érhártya jön létre rendellenesen fejlett erekkel. Ezt a nedves makuladegerációhoz hasonlóan lehet kezelni.
Új kutatások szerint a modern társadalmakban egyre inkább megfigyelhető a kék fény okozta makuladegeneráció, amelyet a modern digitális eszközök kék tónusú háttérvilágítása okoz. Az A-vitamin (retinol) aldehidje, a retinál, -amely a fotoreceptor sejtek működéséhez szükséges -kék fény hatására elpusztítja a fotoreceptor sejteket. (A kutatás arra mutatott rá, hogy a retinál molekula és a kék fény külön külön nem káros. Azonban retnál molekulát más sejtekbe juttatva, őket kék fénnyel megvilágítva a sejtek a fotoreceptor sejtekhez hasonlóan elpusztultak.)

## Hatása
A sárgafolt károsodásának következményei:
- Az éleslátás, olvasóképesség romlása
- A kontrasztlátás csökkenése
- A színlátás romlása
- A különböző fényviszonyokhoz való alkalmazkodás romlása
- A fényérzékenység növekedése
- Látótérkiesés a látómező közepén

Ha az érintett egy tárgyat néz, akkor nem látja a részleteket. Nem tudja leolvasni az időt analóg óráról. Nem látja a beszélgetőpartner arcvonásait. A betegség kezdete és a tünetek súlyossága a betegség fajtájától függ.
Mivel a betegség a sárgafoltra összpontosul, a külső látómező érintetlen marad, így a beteg még tud látás alapján tájékozódni. Félhomályban is lát, mivel a sárgafolton kívül a pálcikák működőképesek maradnak.
Meg kell különböztetni a makuladegerációt a látótér külső részének betegségeitől, mint amilyen például a retinitis pigmentosa.

## Felismerése

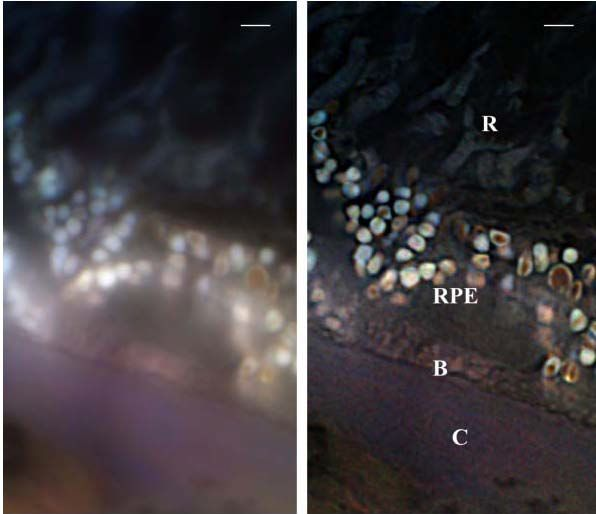
A beteg retina nagy felbontású mikroszkópos képe (ex vivo)

Mivel a betegség által okozott károsodások gyakran visszafordíthatatlanok, ezért fontos a korai felismerés. Ezt a célt szolgálja az Amsler-rács, ami öndiagnózisra is alkalmas. Ezen kívül a központi látómező perimetriával részletesebben is vizsgálható.
A pontosabb beazonosítást végezhetik lézerszkennerrel, optikai koherenciatomográfiával, fluoreszcensangiográfiával, vagy nagy felbontású mikroszkóppal.
A mikroperimetria a szemészet egy vizsgálati módszere, mellyel feltérképezhető a retina pontos érzékenysége. Ez segíti a retina különböző degeneratív betegségeinek, a tompalátás és a szemfenék más betegségeinek kezelését.

## Kezelése és megelőzése
Nincs általános módszer a makuladegeneráció összes fajtájának kezelésére; segíteni csak a nedves és a száraz forma megkülönböztetése után tudnak. Mivel a nedves makuladegeneráció gyors látásvesztést okoz, a szemészek a rendellenes ereket intravitreális operatív gyógyszerekkel, lézerrel vagy fotodinamikus terápiával igyekeznek kiirtani. Ezzel megakadályozható a betegség előrehaladása. Az időben elkezdett kezelés még arra is képes, hogy legalább a szem egy részén részben vagy egészen visszaállítsa a látást.
A száraz forma esetén jelenleg nincs ismert módszer az oki kezelésre. Itt igyekeznek növelni a látópigmentek mennyiségét, és lassítani, vagy megállítani az oxidatív vegyületek lerakódását. Ehhez a betegnek nagy adag  (10 mg) luteint adnak, aminek hatásosságát a North Chicago VA Medical Centers kutatása is megerősítette. Maga a szervezet nem tudja előállítani a luteint, ezért azt be kell vinni. Emellett a homocisztein szintjét is csökkentik, ehhez  B6, B12 vitaminokat, és folsavat adnak, a pozitív hatás elérése érdekében szintén nagy adagokban. A WAFAC-tanulmányban a résztvevőknek 50 mg B6-, 1000 µg B12-vitamint és 2500 µg folsavat kellett szedniük átlagosan 7 éven át. A vizsgálat alanyai 40 éven felüli, szív- és érrendszeri beteg nők voltak. A kontrollcsoporttal szemben ez a kombináció 35–40%-kal csökkentette a makuladegeneráció kockázatát. Ez a kezdet után 2 évvel vált feltűnővé, és a kutatás végéig kitartott. A szerzők megjegyezték, hogy a vizsgálatot meg kellene ismételni más csoportokkal, férfiakkal és nőkkel is, mivel egészen addig nem ismertek más módszert a megelőzésre és a korai kezelésre a dohányzás elhagyásán kívül.
Egy új gyógyszer képes a lipofuszcin kitakarítására. Ez új lehetőséget ad a száraz makuladegeneráció, és a betegség egy fiatalkori fajtája, a Stargardt-kór kezelésére. Az európai gyógyszerügynökség a szernek árva drog státust adott a Stargardt-kór kezelésére.
Mindenesetre, ha a beteg a látás torzulását érzi, akkor haladéktalanul keresse fel orvosát. Az esetek 20%-ában eredményesen kezelhető, amikor kis véredények nőnek a retinába. A fluoreszcenszagiográfia eredményei alapján megkezdődhet a kezelés. Az optikai koherenciatomográfia egyelőre kísérleti állapotban van.  A fotodinamikus terápia esetén egy fényérzékeny anyagot fecskendeznek be a kar vénájába, és az érhártyát hideg lézerrel világítják meg. Ezzel gyakran sikerül is a rendellenes ereket kiiktatni, ami megakadályozza a látásromlást.
Új reményt jelentenek az embrionális őssejtek. 2011-től kezdve emberkísérleteket végeznek az Amerikai Egyesült Államok Food and Drug Administration (FDA) irányításával. A kísérlet alanyai idős betegek száraz makuladegenerációval és fiatal betegek Stargardt-kórral. Gyógyításukra pigmenthámsejteket használnak, és egyszerre 50–200 000 sejtet fecskendeznek a szem recehártyájába. Ezeket embrionális őssejtekből nyerik az embrió elpusztítása nélkül. Az Amerikai Egyesült Államokban négy klinikán több, mint negyven beteget, és Nagy-Britanniában két beteget kezeltek. A 2014-ben a The Lanceletben megjelent időközi cikk szerint a betegek többségénél a látás szignifikáns javulását érték el. Az FDA ezután döntött a fiatalabb betegek bevonásáról.
A nedves forma kezelésére az erek növekedését gátló anyagokat (Anti-VEGF) fecskendeznek az üvegtestbe. A leggyakrabban használt szerek a Lucentis (a Novartistól), az Eylea (a Bayer terméke), és a  Bevacizumab, mint hatóanyag.  Ez utóbbit az Avastin a bél-, az emlő- és a veserák ellen tartalmazta. A kezelésre általában az Eylea, Lucentis és Macugen szolgál. Az eredmények szerint a beteg akár 8 betűvel is tovább olvashatja a szemvizsgáló táblát. Az első összehasonlító kísérletek alapján a 40-szer drágább Ranibizumab nem volt jobb a Bevacizumabnál. A Pegaptanib nevű szert szintén erre a célra fejlesztették ki, azonban ez nem tudja megállítani a látás további romlását, csak lassítja. Egy további lehetőség a Cortistatine szteroid.
Az Ophthamology egyik cikke szerint kisebb azoknak a kockázata az időskori makuladegerációra azoknak, akik hetente legalább egyszer zsírtartalmú halat esznek (például lazac, makréla, fehér tonhal). A hatást az omega-3 zsírsavaknak tulajdonítják. Az antioxidánsként ható C- és E-vitaminok, a béta-karotin és a cink nagy adagjai hatékonyan képesek lassítani a betegséget.
A kék fény káros hatásainak csökkentésére hasznosak az uv és kék fény szűrős szemüvegek. A telefonok, táblagépek és monitorok fényerejének csökkentése (az ilyen eszközök előtt eltöltött idő mérséklése), valamint a kék fény csökkentését célzó alkalmazások használata.

## Látássegítő eszközök
A közeli és távoli olvasóképességet számos eszköz segítheti, az egyszerű kézi nagyítótól a nagyító- és távcsőszemüvegeken át az elektronikus nagyítóeszközökig és a képernyőolvasókig. A speciális szűrőüvegek is segíthetik a látást. A számítógéppel végzett munkát szöveg- és képnagyítók segíthetik. Fontos, hogy a megfelelő eszközök kiválasztását és kipróbálását szakértő támogassa.

## Fordítás
- Ez a szócikk részben vagy egészben  a   Makuladegeneration című német Wikipédia-szócikk fordításán alapul.  Az eredeti cikk szerkesztőit annak laptörténete sorolja fel. Ez a jelzés csupán a megfogalmazás eredetét és a szerzői jogokat jelzi, nem szolgál a cikkben szereplő információk forrásmegjelöléseként.